# Journal of Criminal Law and Public Prosecution
Journal of Criminal Law and Public Prosecution (Časopis pro trestní právo a veřejnou žalobu) je odborný právnický anglicky psaný časopis věnovaný otázkám práva a prokuratury v Evropě. Vychází od roku 2010 jako ročenka. Časopis vydává nakladatelství STS Science Centre Ltd., Londýn. Vydávání časopisu řídí redakční rada, ISSN 2045-9246.

## Členové redakční rady
- Armen S. Danieljan, Arménie: od 2010
- Ivan Halász, Maďarsko: od 2010
- Zdeněk Koudelka, Česko: od 2010
- Anna Ondrejová, Slovensko: od 2010
- Karel Schelle, Česko: od 2010
- Renata Vesecká, Česko: od 2010